# Макарян, Рудик Юрикович
Рудик Юрикович Макарян (з.-арм. Ռուդիկ Մակարեան, в совр. орф. Ռուդիկ Մակարյան; род. 30 июля 2004, Алатумани, Самцхе-Джавахети) — российский шахматист, международный мастер (2019), мастер спорта России (2022). Чемпион России среди юношей (2020, 2024). В составе команды «Шахматная сборная Москвы» победитель командного чемпионата России (2023).

## Биография
Родился в Грузии, в селе Алатуман в Самцхе-Джавахети. Позже его семья переехала в Армению, но через год обосновалась в Москве. С шахматами Рудика познакомил его дедушка, который показал ему как ходят фигуры. После переезда в Россию начал серьезно заниматься шахматами. Макарян сам заинтересовался игрой, а родители были против увлечения, которое забирало у сына много времени и отвлекало от учебы.
После переезда в Москву Рудик пошёл в секцию шахмат в местный Дворец творчества детей и молодёжи на Кожуховской. Там его обучал тренер международный мастер Андрей Борисенко. Он подсказал отцу Рудика, что мальчику нужно заниматься на профессиональном уровне. Так в его жизни появилась шахматная школа Ботвинника, которая базируется в Московском дворце пионеров на Воробьёвых горах. С шахматистом занимался тренер Виктор Чёрный. Под его руководством он стал международным мастером.

## Шахматная карьера

### 2019 год
Занял чистое 1 место в первенство России 2019 года по шахматам среди юношей до 17 лет с результатом 7½ из 9 очков без поражений.
В составе команды "ДЮСШ им. М.М. Ботвинника (Москва)" занял 3-е место на "XXVI чемпионате России по шахматам среди мужских команд - Высшая лига".
Одержал победу на чемпионате Москвы по шахматам среди юниоров до 19 лет с результатом 7½ из 9. 
Стал чемпионом мира среди юниоров до 16 лет, набрав 8½ очков из 11.

### 2020 год
Одержал победу на первенстве России по шахматам среди юниоров до 21 года. Набрав по 6 очков из 9 возможных с Володаром Мурзиным в основной стадии соревнования, шахматисты по положению должны играть дополнительные партии для выявления победителей. В матче за первое место победу одержал Макарян со счетом 2:1.
Одержал победу в чемпионате Европы по шахматам среди юниоров до 16 лет с результатом 8 из 9 очков без поражений. Соревнование в связи с коронавирусом впервые проводилось в онлайн-формате на платформе Tornelo.com. Все игроки соревновались в утвержденных турнирных залах каждой страны.

### 2021 год
Выступив номинантом от организатора соревнования, принял участие в кубке мира по шахматам 2021 года, который проходил в Сочи (Россия). Выбыл в 1-м раунде от польского гроссмейстера Кацпера Пёруна со счетом ½:1½.

### 2022 год
На чемпионате Европы среди юниоров до 18 лет занял чистое 1 место с результатом 7½ из 9, во второй раз став чемпионом Европы в своей возрастной категории.

### 2023 год
В составе команды "Шахматная сборная Москвы" стал победителем командного чемпионата России по шахматам.
На чемпионате мира по шахматам среди юниоров, который проходил в Мехико (Мексика) занял 11 место, войдя в дележ с 11-го по 16-е, набрав 7½ очков из 11 возможных.
Участвовал в чемпионате мира по быстрым шахматам и блицу, проходящим в Самарканде (Узбекистан). В блице занял 17 место, набрав 13½ из 17 очков, в дележе с 9-го по 18-е. В быстрых шахматах занял 58 место с результатом 7½ из 13.

### 2024 год
Во второй раз одержал победу на первенстве России по шахматам среди юниоров до 21 года. В итоговом положении поделил первое место с международным мастером Андреем Цветковым, набрав по 6½ очков из 9 возможных. Но в тай-брейке в партии «армагеддон» черных устраивала ничья и с позиции силы Макарян её зафиксировал, тем самым став двукратным чемпионом России среди юниоров.
Принял участие в Суперфинале чемпионата России по шахматам. В чемпионат России Рудик отобрался по результатам Высшей лиги, в которой поделил первое место, по дополнительным показателям оказавшись на третьей строчке. В Суперфинале Макарян занял 7 место с результатом 5½ из 11 (+1 −1 =9). Этот результат позволил Рудику выполнить заключительную третью норму международного гроссмейстера, достигнув рейтингового перфоманса 2625, но не имея соперников из других федераций, так как заключительная стадия национального чемпионата является исключением согласно пункту 1.4.3a Положения о международных званиях ФИДЕ от 21.10.2021.